# Centro Cultural La Nau (Valencia)
El Centro Cultural La Nau de la Universidad de Valencia, situado en la calle de la Nave de la ciudad de Valencia (España) es un edificio neoclásico que alberga, entre otras instituciones, el rectorado de la Universidad de Valencia.

## Descripción
Fue construido en una de las épocas más brillantes de la arquitectura valenciana, personificada en el gran Pere Compte, de cuyo arte son vivas o elocuentes muestras, ante todo, la Lonja de la Seda, también la Puerta o Torres de Serranos, ingreso ambitorreado de la ciudad por el puente del mismo nombre y brillante eco de la Puerta Real de Poblet; el paso abovedado, sin nervios en su última fase, de hacia 1494-1497, de acceso al Miguelete y los ventanales del Palacio de la Generalidad, en la Universidad, recién instalada, donde aún perdura, construyó obra de 1493-98... con el albañil Benia, obra luego sustituida, no toda, pues quedan aulas, locales, o más bien los grandes arcos carpanales que las cruzan transversalmente, recayentes a la panda claustral opuesta al Paraninfo, antes "teatro", o sea junto a la calle precisamente "de la Universidad", frecuente y modernamente entendida, o nombrada, como prolongación de la inmediata "de comedias", "creció así el local con los sucesivos acrecentamientos y reformas " dice Cruilles, "hasta los términos en que hoy le vemos" (octubre de 1875). "La parte moderna más antigua -añade-, es la que forma el ángulo de la calle de la Nave y la de la Universidad: el resto lo hemos visto reedificar en nuestros días y desaparecer las pequeñas y ojivas puertas que se conservan". 
El edificio actual, neoclásico, pues data de 1830, es obra de Joaquín Martínez y ocupa ahora una manzana completa entre las calles citadas de la Nave y de la Universidad formando ángulo, y el opuesto pues es cuadrángular, resultante del encuentro de la calle de Salva y la plaza del Patriarca. 
Se sitúa sobre un solar de 2.900 metros cuadrados, con una fachada de 70 metros a la calle de la Nave donde tiene su entrada principal; la fachada a la calle de Salvá tiene longitud parecida, y menor las recayentes a la calle de la Universidad y a la plaza del Patriarca, esta última decorada en 1960, con una esculturada fuente que requerirá especial mención. La obra exterior está realizada en ladrillo con alto zócalo, recercos de puertas y ventanas esquinales de sillería. La gran puerta central accede a un vestíbulo que va a desembocar, a su vez, en el gran claustro y en un paso común a la escalera de honor que lleva al primer piso o planta noble y a otro patio menor, no porticado, que conduce a la capilla y a los tránsitos que llevan a la puerta de la plaza. La otra puerta se abre a la calle de la Universidad, casi en su confluencia con la hoy llamada del Pintor Sorolla y, según Cruilles, se debe al celo de San Juan de Ribera, fundador del vecino Colegio de Corpus Christi, mediante convenio en 1604 con la ciudad que engrandeció el local y abrió una puerta en lo que luego fue Academia de San Carlos (hasta el traslado de esta al Carmen a raíz de la Desamortización en 1836).
El claustro está rodeado por una columnata de orden toscano obra del arquitecto Monleón, columnata que sostiene la galería. Esta galería, limitada por una balaustrada de piedra y libre en todos sus cuatro lados, como reproducen las ilustraciones fotográficas de Llorente (1889) quedó luego cortada, al ocupar su lado correspondiente a la fachada de la calle de Salva una construcción de hierro y cristal destinada a gabinete de ciencias naturales, que impedía circunvalar aquella. Dicho gabinete quedó destruido, con su rico contenido incluido en el gran esqueleto, que casi lo llenaba todo, de un ballenato, por el incendio de mayo de 1931. Algo después de la Guerra Civil abiertos ya los cuatro lados de la galería abalaustrada por haber desaparecido dicho acristalado gabinete, se cubrió aquella en todos sus lados con tejado, sobre cornisa, y otra balaustrada semejante, apoyado todo en columnas de orden jónico-romano, siguiendo el sistema de superposición de órdenes clásicos de la arquitectura romana y renaciente. Las obras de la galería fueron dirigidas por Francisco Javier Goerlich, hacia 1943.
En el centro de este patio claustral, un pequeño jardín con barandilla de fundición rodea la estatua de Juan Luis Vives, realizada en 1880 por Josep Aixa, a iniciativa del Rector Doctor Don José Monserrat.